# Хироши Амано
Хироши Амано (на японски: 天野 浩) е японски физик и изобретател, носител на Нобелова награда за физика за 2014 г. „за изобретяването на ефективни сини светодиоди, дали възможност за създаването на ярки и енергоспестяващи източници на бяла светлина“.

## Биография
Роден е на 11 септември 1960 г. в Хамамацу, префектура Шидзуока, Япония. Завършва Университет Нагоя през 1985 г., и защитава доктарантура през 1989. Става доцент през 1998 и професор – 2002. От 2011 е директор на Akasaki Research Center в същия университет.
Заедно с Исаму Акасаки и Шуджи Накамура са наградени с Нобеловата награда за изобретяването на сините светодиоди – нов енергоспестяващ и екологичен източник на светлина. Изобретението е само на 20 години, но вече има изключителен принос за човечеството. Светодиодите се използват масово при екраните на смартфоните. Ако крушката с нажежаема жичка е осветявала 20 век, то през 21 век това прави LED светлината. За разлика от модерните светодиоди (пробивът идва в средата на 90-те години), първите светодиоди, датиращи от 60-те години, са могли да излъчват само червена светлина.